# أبو الحسن شيرازي
أبوا الحسن خان الشيرازي (بالفارسية: ابوالحسن شیرازی) هو كان سياسيا إيرانيا. شغل منصب وزير خارجية إيران مرتين: الأولى من 1823 إلى 1834، والثانية من
1838 إلى 1845.